# Dietmar Debes
Dietmar Debes (* 24. September 1925 in Bautzen; † 6. Januar 1999 in Leipzig) war ein deutscher Bibliothekar.

## Leben und Wirken
Dietmar Debes absolvierte seit 1947 eine Bibliothekarsausbildung im gehobenen Dienst, nach dem Examen hierfür arbeitete er seit 1949 an der Universitätsbibliothek Leipzig. Erst später studierte er Kunstgeschichte und Bibliothekswissenschaft an der Universität Leipzig und promovierte dort nach dem Staatsexamen (1959) bzw. bibliothekarischem Fachexamen (1962) im Jahre 1963. Seit 1960 war er dann an der Universitätsbibliothek Leipzig im höheren Bibliotheksdienst tätig, 1965 wurde er ihr stellvertretender Direktor. Von 1990 bis 1992 leitete er diese Bibliothek als amtierender Direktor. An der Universität Leipzig hatte er von 1968 bis 1985 einen Lehrauftrag für historische Buchkunde inne.
Debes veröffentlichte mehrere Arbeiten zur Buchkunst und zur Verlags- und Druckgeschichte, vor allem Leipzigs. Außerdem erarbeitete er zusammen mit Waltraud Guth die zwei Bände über die Bibliotheken in Sachsen im "Handbuch der historischen Buchbestände" (Hrsg.: Bernhard Fabian).

## Schriften (Auswahl)
- Das Ornament. Wesen und Geschichte, ein Schriftenverzeichnis. Seemann, Leipzig 1956.

- Das Figurenalphabet. Verlag Dokumentation, München-Pullach 1968 (Dissertation Universität Leipzig 1963).
- Bibliotheca Senatoria Civitatis Lipsiensis. Zur Übergabe ihrer Handschriften an die Universitätsbibliothek. In: Libri, Bd. 13 (1963), S. 175–180.
- Die Druckvermerke Leipziger Offizinen vor 1600. In: Beiträge zur Geschichte des Buchwesens, Bd. 1 (1965), S. 21–51.
- Georg Joachim Göschen. Die typographische Leistung des Verlegers. Inst. für Buchgestaltung an der Hochsch. f. Grafik und Buchkunst, Leipzig 1965.
- Das Sequestrationsverzeichnis der Bibliothek des Thomasklosters zu Leipzig [v. 1541]. In: Festschrift zum  sechzigsten Geburtstag von Prof. Dr. phil. Hans Lülfing (= Zentralblatt für Bibliothekswesen, Beiheft, Bd. 83). Bibliographischer Verlag, Leipzig 1966, S. 83–95.
- (Hrsg.): Gepriesenes Andenken von Erfindung der Buchdruckerei. Leipziger Stimmen zur Erfindung Gutenbergs. Reclam, Leipzig 1968.
- Die Buchgraphik Albrecht Dürers und seiner Zeitgenossen. In: Marginalien. Zeitschrift für Buchkunst und Bibliophilie, Jg. 1971, Nr. 44, S. 1–10.
- Cum Privilegio. In: Joachim Dietze (Hrsg.): Das Buch als Quelle historischer Forschung. Dr. Fritz Juntke anläßlich seines 90. Geburtstags gewidmet. Verlag Dokumentation, München 1978, S. 10–14, ISBN 3-7940-7003-8.
- (Hrsg.): Vergnügliches Bilder-ABC. Zwei Bände. Atlantis-Verlag, Zürich 1979.
- Mittelalterliche Buchkunst in Leipzig. In: Ernst Ullmann (Hrsg.): "... die ganze Welt im kleinen". Kunst und Kunstgeschichte in Leipzig. Seemann, Leipzig 1989, S. 34–40, ISBN 3-363-00419-2.
- (Hrsg. u. Mitautor): Zimelien. Bücherschätze der Universitätsbibliothek Leipzig. Seemann, Leipzig 1988, ISBN 3-363-00355-2 (Lizenzausgabe: VCH Acta Humaniora, Weinheim 1989, ISBN 3-527-17655-1).
- (Mithrsg.): Traditionen Leipziger Buchkunst. Carl Ernst Poeschel, Walter Tiemann, Hugo Steiner-Prag, Ignatz Wiemeler, Horst Erich Wolte. Fachbuchverlag, Leipzig 1989, ISBN 3-343-00475-8.
- Schloßbibliothek Gaußig. Ein Beitrag zur Bibliotheksgeschichte Sachsens. In: Johannes Jacobi (Hrsg.): Bibliothek als Lebenselexier. Festschrift für Gottfried Rost zum 65. Geburtstag. Deutsche Bibliothek, Leipzig 1996, S. 17–28, ISBN 3-922051-77-4.
- Alte Bücher in Sachsen. Zum Erscheinen der Bände "Sachsen" des Handbuchs der historischen Buchbestände. In: Zeitschrift für Bibliothekswesen und Bibliographie, Bd. 45 (1998), S. 509–524.